# Sankt Anna am Aigen
Sankt Anna am Aigen é um município da Áustria, situado no distrito de Südoststeiermark, no estado da Estíria. Tem 32,61 km² de área e sua população em 2019 foi estimada em 2.342 habitantes.